# Fasciola gigantica
Fasciola gigantica (Cobbold, 1856) je motolice z čeledi Fasciolidae parazitující v játrech přežvýkavců v subtropických a tropických oblastech Asie a Afriky. Onemocnění, které tento druh společně s motolicí jaterní (Fasciola hepatica) způsobuje, se označuje jako fasciolóza. Vývojový cyklus probíhá přes mezihostitele – vodní plž z čeledi Lymnaeidae.

## Morfologie
Dospělí jedinci F. gigantica měří 30–75 mm, tělo je listovitého tvaru. Kraniální kónus není tak výrazný jako u F. hepatica. Vajíčka jsou o velikosti 190×100 μm.

## Vývojový cyklus a mezihostitel
Vývojový cyklus F. gigantica je obdobný jako u motolice jaterní, s výjimkou délky vývojových fází a druhu mezihostitele. Jako mezihostitelé F. gigantica figurují vodní plži patřící k jednomu druhu ve více geografických rasách: Lymnaea auricularia sensu lato. V Indii, Bangladéši, Pákistánu je to poddruh L. auricularia rufescens, zatímco v Africe je mezihostitelem L. auricularia natalensis. V jihovýchodní Asii je vnímavý plž L. auricularia rubiginosa. Jednotlivé vývojové fáze F. gigantica trvají déle než je tomu u motolice jaterní.

## Definitivní hostitel
Hlavním definitivním hostitelem je skot a vodní (domestikovaný) buvol. Z dalších zvířat může motolice napadat ovce, kozy a osly. V Africe byla F. gigantica diagnostikována u celkem 16 volně žijících druhů přežvýkavců. Výjimkou nejsou ani infekce člověka (Egypt, Čína).